# Дункан Лоренс
Дункан де Мор (нід. Duncan de Moor), більш відомий як Дункан Лоренс або Данкан Лоуренс (нід. Duncan Laurence; нар. 11 квітня 1994, Спейкеніссе, Нідерланди) — нідерландський співак, переможець пісенного конкурсу «Євробачення-2019».

## Кар'єра
Лоренс почав свою музичну кар'єру в Рок-академії в Тілбурзі, граючи в низці шкільних колективів. Він закінчив школу У 2011 році.
Протягом першого року після закінчення школи Дункан грав у багатьох гуртах: від Motown і Hip Hop до Rock і Reggae. У 2013 році він створив групу з п'яти учасників під назвою «The Slick and Suited». Гурт дебютував на Eurosonic Noorderslag, щорічному чотириденному музичному фестивалі та музичній конференції, яка проводиться в Нідерландах. У березні 2016 року він покинув свій гурт.
Брав участь у п'ятому сезоні «Голосу Голландії» у команді Ільси ДеЛанге, з якою дійшов до півфіналу. Дункан разом з Джихадом Рамуні написав пісню Closer для корейського гурту «TVXQ», яка у 2018 році ввійшла до їх альбому «New Chapter No. 1: The Chance of Love». Після шоу він жив у Лондоні та Стокгольмі, пишучи музику та пісні для артистів.

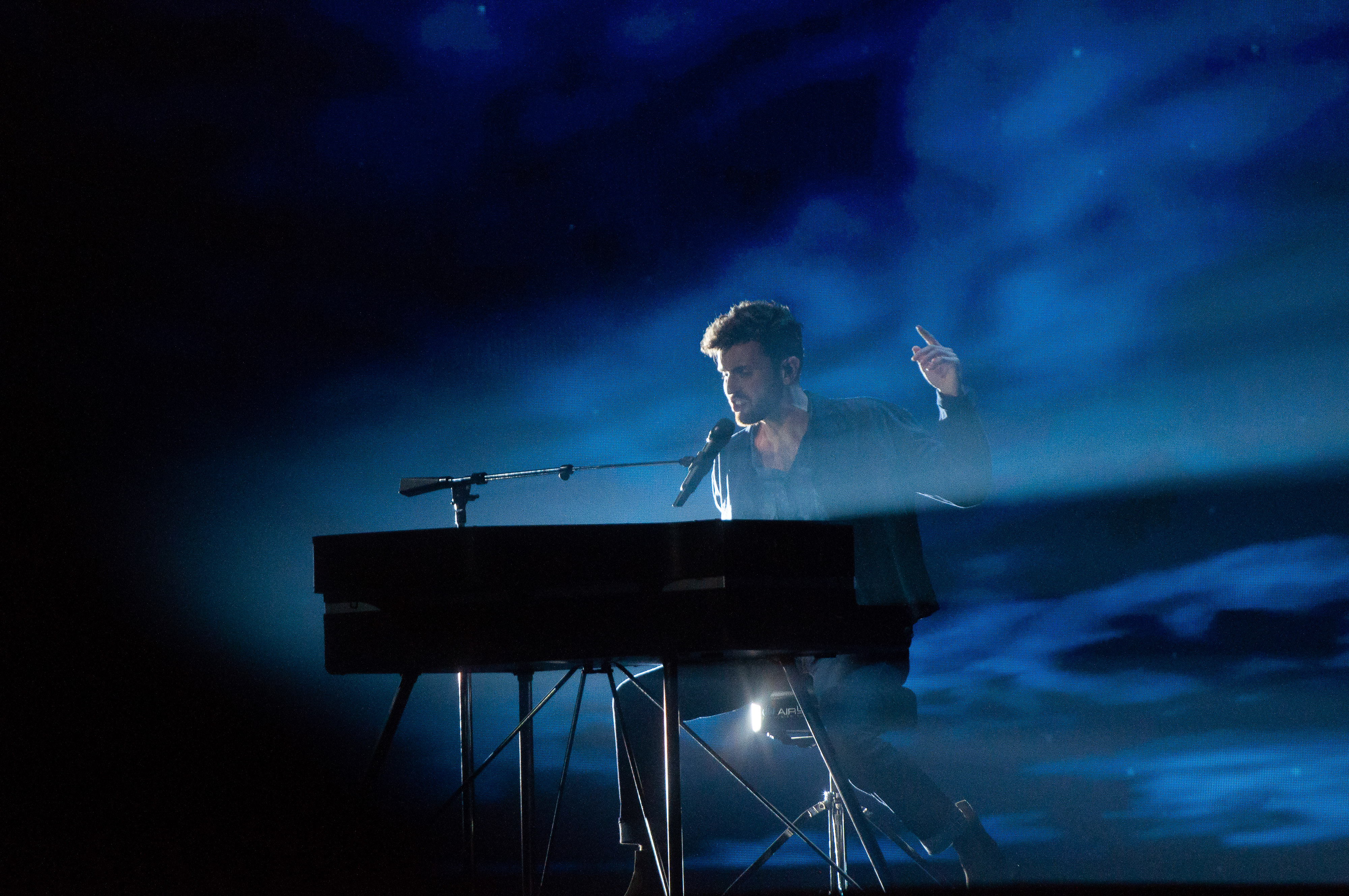
Лоренс на репетиції другого півфіналу «Євробачення-2019»

### Євробачення
21 січня 2019 року стало відомо, що Дункан Лоренс буде представляти Нідерланди на пісенному конкурсі «Євробачення 2019» в Тель-Авіві. Прем'єра конкурсної пісні «Arcade» відбулася 7 березня. Уночі проти 19 травня у фіналі «Євробачення» Лоренс здобув перемогу, набравши 231 бал від міжнародного журі та 261 від глядачів, сумарно 492 бали.

### Подальша кар'єра
У листопаді 2020 року вийшов дебютний студійний альбом Дункана «Small Town Boy». Головним синглом альбому стала пісня «Arcade» 2019 року. Small Town Boy досяг 6 місця в нідерландському чарті Album Top 100, 94 місця в чарті Бельгії та 12 місця в чарті Billboard Top Heatseekers. Лише через три дні після випуску альбом отримав платиновий сертифікат за 40 000 продажів і потокових переглядів.
У 2022 році Лоуренс був тренером у шостому сезоні The Voice Kids Belgium, де перемогла Каріста, учасниця його команди.
3 серпня 2022 року Лоуренс випустив «Electric Life», який стане головним синглом його майбутнього другого студійного альбому.

## Дискографія

### Сингли
| Назва    | Рік  | Найвища позиція в чарті | Найвища позиція в чарті | Сертифікації | Альбом        |
| Назва    | Рік  | NLD                     | BEL (FL) Tip            | Сертифікації | Альбом        |
| -------- | ---- | ----------------------- | ----------------------- | ------------ | ------------- |
| «Arcade» | 2019 | 7                       | 7                       | - NVPI: Gold | Поза альбомом |

## Особисте життя
За національністю має коріння датське, німецьке та бельгійське.
У жовтні 2018 року опублікував, що є бісексуалом у дописі в Instagram.
На пресконференції незадовго до фіналу «Євробачення» Лоренс вийшов як бісексуал: «Я більше, ніж просто художник, я людина, я жива істота, я бісексуал, я музикант, я відстоюю це. І я пишаюся тим, що маю можливість показати себе таким, яким я є».
У червні 2019 року він повідомив, що зустрічається з чоловіком на ім'я Ґерко Дерксен, а у вересні 2019 року оголосив про розлучення з Ґерко.
5 жовтня 2020 року Дункан опублікував допис, оголосивши про свої заручини з американським автором пісень Джорданом Ґарфілдом. Станом на 2021 рік проживає з Ґарфілдом у Ларені, Північна Голландія, Нідерланди.

## Уподобання
- Співаки: Елвіс Преслі, Алекс Варгас, Сем Сміт, Адель, Трой Сіван, Еллі Ікс, Ноа Сайрус, Джессі Джей, Том Оделл
- Гурти: U2, Queen, Snow Patrol, Coldplay, The Fray, Paramore, Fleetwood Mac, Die Antwoord
- Пісня: Dance You Off — Беньямін Інгроссо
- Альбом(и): Rumors — Fleetwood Mac, Back To Black — Емі Вайнгауз
- Книга: Гаррі Поттер
- Фільм: Гаррі Поттер

## Цікаві факти
Дункан Лоренс став єдиним переможцем Євробачення, який володів цим титулом два роки, оскільки Євробачення 2020 було скасоване через пандемію коронавірусу.
Навіть у вільний час Дункан знаходить можливість слухати музику та продюсувати пісні. За його словами, під час подорожей він завжди бере з собою AirPods і ноутбук.
У лютому 2020 року Дункан зізнався, що під час народження мав моторні розлади правої руки через брак кисню. Згадуючи про це в дописі в Instagram, він сказав: «Коли я народився, я не отримував достатньо кисню, що викликало епілептичні напади в перші дні мого новонародженого. Я радий і вдячний, що це призвело лише до деякого пошкодження лівої половини мого мозку, викликавши, як лікарі називають, моторний розлад. Найпростіший спосіб пояснити це: я не можу правильно рухати правою рукою».
Через передчасне народження батьки назвали його Дункан — гельською мовою це ім'я означає темний воїн.
В інтерв'ю, коли його запитали, як він вибрав «Дункан Лоуренс» своїм сценічним псевдонімом, Дункан відповів: «Дункан — моє ім'я. Це було легко. Лоренс походить від моєї матері, її друге ім'я Лаврентія (Лауренція). […] І я змінив це на Лоуренс, щоб вшанувати її».
Дункан виріс у місті, яке було далеким від поняття музики. Музика не була єдиною програмою звичайних шкільних систем. Однак він все ще відчував схильність до музики в дуже молодому віці. У дитинстві Лоуренс стикався з великою кількістю знущань і не міг захистити себе. Його важке дитинство привело його у світ музики, де він відчував спокій. Згадуючи про це в інтерв'ю, він сказав: «З мене часто знущалися, коли я був молодшим. Мені було важко в школі з чотирьох років до вісімнадцяти. Школа не була для мене безпечним місцем, але мій дім, зокрема моя кімната, були такими, тому що в мене була музика. Я не міг бути собою. Весь цей негатив я забрав додому і замкнувся у своїй кімнаті. Я грав на піаніно і писав пісні. Це був спосіб вилити весь цей негатив у мелодії, акорди, тексти й перетворити це на гарні пісні. Я міг бути собою, робити помилки та розповідати власні історії в безпечному світі, створеному музикою.»
У 2017 році він виступив у якості гостя у пісні «Laat Gaan» голландського виконавця Сйорса ван дер Панне.
На правій руці має два татуювання.